# Concerto per clarinetto e orchestra (Nielsen)
Il Concerto per clarinetto e orchestra op. 57 di Carl Nielsen è una composizione scritta nel 1928.

## Genesi
Dopo il Concerto per flauto, sarebbero trascorsi tre anni prima che Nielsen portasse a compimento il suo terzo (e ultimo) concerto, a sua volta concepito per uno strumento a fiato solista. In quel periodo era cresciuto l’interesse del compositore danese non solo verso gli strumenti a fiato, ma anche per il suono chiaro e puro dei complessi cameristici, già manifestato nella Sesta Sinfonia, intitolata “Semplice” non a caso. Il Concerto per clarinetto fu concepito (similmente al precedente) per un membro del Quartetto Danese, il clarinettista Aage Oxenvad, che lo eseguì per la prima volta in forma privata sotto la direzione di Emil Telmányi alla presenza dello stesso Nielsen e degli amici del compositore Carl Johan e Vera Michaelsen, che manifestarono il loro entusiasmo per l’opera. La prima esecuzione pubblica avvenne l'11 ottobre 1928 presso la Odd Fellow Hall, ma la reazione della critica fu totalmente negativa; un critico del Nationaltidende notò causticamente che nel Concerto per clarinetto era esclusa qualsiasi concezione di bellezza e di sonorità  e che pertanto si trattava di un’opera senza futuro.  È probabile che, analogamente a quanto accadde per la Quinta Sinfonia, a indispettire la critica siano state le sonorità taglienti del clarinetto e il frastuono del tamburo, che sovente interviene quasi come antagonista del solista. Malgrado la critica, il Concerto per clarinetto è stato successivamente riconosciuto nel suo giusto notevole valore artistico; per la grande ricchezza di idee che lo contraddistinguono e per la modernità e originalità dello stile musicale del suo autore, costituisce una delle opere di maggior rilievo nella letteratura clarinettista del XX secolo, come dimostra il suo inserimento nel repertorio di celebri solisti accanto ai concerti di Mozart, Weber, Spohr e Crusell .

## Struttura
Diversamente dal precedente Concerto per flauto, il Concerto per clarinetto si compone di un unico ampio movimento, al cui interno tuttavia (come per la Quarta Sinfonia)  possono rinvenirsi quattro sezioni (Allegretto un poco; Poco Adagio; Allegro non troppo; Allegro vivace), di modo che anche qui non si può parlare di un rifiuto totale per la forma quadripartita. Come nella Sesta Sinfonia, a dominare è il principio della semplicità; sempre rispetto al Concerto per flauto, quello per clarinetto è più conciso dal punto di vista tematico, oltreché sobrio ed essenziale nel trattamento melodico e generoso di idee sotto il profilo dell’invenzione tematica, dove Nielsen usa una scrittura che esalta più la poesia che il virtuosismo, più l’immaginazione che la tecnica, particolarmente nella cadenza assai impegnativa per il solista ma di grande effetto. Alla fine il concerto si conclude placidamente con le ultime note in sostenuto diminuendo del clarinetto.
Per concludere, può osservarsi come quest’opera, assieme ai due precedenti Concerti e alle sei Sinfonie, rappresenti un essenziale eppur compiuto corredo artistico di Nielsen, dove si rinviene quasi un’acerba giovinezza germogliata nella senilità degli anni, oltre il confine di un gusto sonoro esperto, tra edonistico e inquieto. 

## Discografia parziale
- Kevin Banks; Bournemouth Symphony Orchestra, Kees Bakels (Naxos)
- Stanley Drucker; New York Philharmonic, Leonard Bernstein (Sony BMG)
- Ib Eriksson; Danish Radio Symphony Orchestra, Mogens Wöldike (Decca)
- Kullervo Kojo; Finnish Radio Symphony Orchestra, Jukka-Pekka Saraste (Finlandia Records)
- Håkan Rosengren; Swedish Radio Symphony Orchestra, Esa-Pekka Salonen (Sony BMG)
- Kjell-Inge Stevennson; Danish Radio Symphony Orchestra, Herbert Blomsted (EMI)
- Niels Thomsen; Danish Radio Symphony Orchestra, Michael Schønwandt (Chandos)